# Навлака
Навлаке представљају реверсне раседе, са благим, скоро хоризонталним падом раседне површи, и амплитудом кретања стена од више километара. 
За навлачења од неколико десетина, па до више од стотину километара, користи се назив шаријаж.

## Геометрија и номенклатура навлака

### Расед
Ова навлака је тип раседа који је потонуо са 45 степени или мање.
Ако је угао равни раседа нижи (често мањи од 15 степени од хоризонтале) а померање прекривајућег блока је велико (често у распону километара), расед се назива расед превртања. Ерозија може да уклони део горњег блока, стварајући фенстер (или прозор) - када је доњи блок изложен само на релативно малом простору. Када ерозија уклани већину горњег блока, остављајући остатке налик на острва на доњем блоку, остаци се називају клипен.

### Слепи потисни раседи
Ако се раван раседа заврши пре него што стигне до површине Земље, то се назива слепим поривним раседом. Због недостатка површинских доказа, раседе слепог потиска је тешко открити док се не раскину. Деструктивни земљотрес у Нортриџу 1994. године, Лос Анђелес, Калифорнија, изазван је раније неоткривеним слепим поривним раседом.
Због њиховог малог пада, потиске је такође тешко проценити у мапирању, где су литолошка померања генерално суптилна и стратиграфско понављање је тешко детектовати, посебно у областима пенеплена.

### Раседно савијени набори
Потисни раседи, посебно они који су укључени у стил деформације танке коже, имају такозвану равно-рампну геометрију. Потисци се углавном шире дуж зона слабости унутар седиментне секвенце, као што су [mudstone[|муљовити]] или слојеви халита, ови делови потиска се називају деколементи. Ако се ефикасност деколемента смањи, потисак ће тежити да пресече деоницу на виши стратиграфски ниво док не достигне други ефективни деколемент где може да настави као паралелно раван слој. Део потиска који повезује две равни познат је као рампа и обично се формира под углом од око 15°–30° у односу на подлогу. Континуирано померање при потиску преко рампе производи карактеристичну геометрију набора познату као антиклинала рампе или, уопштеније, као раседно-прегибни набор.

### Набори ширења раседа
Набори ширења раседа се формирају на врху раседа где је пропагација дуж деколемента престала, али се померање при потиску иза врха раседа наставља. Континуирано померање се прилагођава формирању асиметричног пара набора антиклинала-синклинала. Како се померање наставља, врх потиска почиње да се шири дуж осе синклинале. Такве структуре су такође познате као набори линијуе врха. Евентуално врх потиска који се шири може да достигне још један ефективни деколентни слој и да створи композитну структуру набора са карактеристикама раседног набора и раседно-пропагирајућег набора.

### Потисни дуплекс
Дуплекси се јављају тамо где постоје два нивоа деколемента близу један другом унутар седиментног низа, као што су врх и основа релативно јаког слоја пешчара који је ограничен са два релативно слаба слоја муљака. Када се потисак који се шири дуж доњег одвајања, познат као потисак пода, пресече до горњег одвајања, познатог као кровни потисак, он формира стрму раван унутар јачег слоја. Са континуираним померањем на потиску, развијају се већа напрезања у подножју равни због кривине на раседу. Ово може проузроковати поновну пропагацију дуж потиска пода све док се поново не пресече како би се спојио са кровним потиском. Даље померање се затим одвија преко новонастале рампе. Овај процес се може поновити много пута, формирајући серију потисака ограничених раседом познатих као имбрикати или коњи, сваки са геометријом прегиба раседа са малим помаком. Коначни резултат је обично дуплекс у облику пастиле.
Већина дуплекса има само мале помаке на граничним раседима између коња и они се спуштају од предњег дела. Повремено је померање на појединачним коњима веће, тако да сваки коњ лежи мање или више вертикално изнад другог, ово је познато као антиформални стек или имбрикатни стек. Ако су индивидуални помаци још већи, онда коњи имају предњу падину.
Дуплексирање је веома ефикасан механизам прилагођавања скраћивању коре задебљањем пресека, а не савијањем и деформацијом.

## Тектонско окружење
Велики раседи се јављају у областима које су претрпеле велике компресијске силе. Ови услови постоје у орогеним појасевима који су резултат два континентална тектонска судара или акреције зоне субдукције. Резултирајуће силе компресије стварају планинске ланце. Хималаји, Алпи и Апалачи су истакнути примери компресионих орогенија са бројним раседима.
Поривни раседи се јављају у рубном басену који се јавља маргинално у односу на орогене појасеве. Овде компресија не доводи до запажене планинске изградње, која се углавном прилагођава преклапањем и слагањем потиска. Уместо тога, раседи генерално изазивају задебљање стратиграфског пресека. Када се пориви развију у орогенима формираним у претходно рифтованим маргинама, инверзија закопаних палеорафтова може да изазове нуклеацију рампи потиска.
Потисци рубно басена такође обично имају геометрију равних рампи, са потисима који се шире унутар јединица под веома малим углом „равни“ (на 1–5 степени), а затим се крећу навише у стрмијим рампама (на 5–20 степени) где они померају стратиграфске јединице. Потисци су такође откривени у кратонским окружењима, где је деформација „далеког руба“ напредовала у интраконтинентална подручја.
Потисци и дуплекси се такође налазе у акреционим клиновима на ивици океанског рова у зонама субдукције, где се океански седименти састружу са потопљене плоче и акумулирају. Овде, акрециони клин мора да се згусне до 200% и то се постиже слагањем потисних раседа у меланжу поремећене стене, често са хаотичним савијањем. Овде се обично не посматрају равне геометрије рампе, јер је сила компресије под стрмим углом у односу на седиментни слој.

## Историја
Поривни раседи нису били препознати све до рада Арнолда Ешера фон дер Линта, Алберта Хајма и Марсела Александра Бертранда у Алпима који су радили на Гларусовој навлаци; Чарлса Лапворта, Бена Пича и Џона Хорна који су радили на деловима Шкотске Мојн навлаке; Алфреда Елис Тернебома у скандинавским Каледонидама и Р. Г. Маконела у Канадским стеновитим планинама. До спознаје да се старији слојеви, раседом, могу наћи изнад млађих слојева, геолози у свим овим областима дошли су мање-више независно током 1880-их. Гејки је 1884. сковао појам потисне равни да опише овај посебан скуп раседа. Он је написао:
Системом обрнутих раседа, група слојева је направљена да покрије велику ширину тла и заправо прекрива више чланове исте серије. Међутим, најнеобичније дислокације су оне којима смо ради разликовања дали име потисне равни. То су стриктно реверзни раседи, али са толико ниским нагибом да су стене на њиховој избаченој страни, такорећи, гурнуте хоризонтално напред.